# 특허법
특허법(特許法)은 발명을 보호 · 장려하고 기술의 발전을 촉진하여 산업의 발전에 이바지하기 위해 만든 법이다. 특허권의 사용을 제어하는 나라의 법안을 말한다. 다음과 같이 특허 법안은 다양하다.

## 각국의 특허법
캐나다
- 특허법 (캐나다)

독일
- 독일의 특허법 (Patentgesetz)

영국
- 1988년의 저작권, 디자인, 특허법

미국
- 1790년의 특허법
- 1793년의 특허법
- 1836년의 특허법
- 1952년의 특허법
- 2007년의 특허 개정안 (아직 특허법으로 승인 받지는 못했음)
- 바이-돌 법안 (1980년의 특허 및 상표법 개정안)

### 대한민국
대한민국의 헌법에서 저작자·발명가·과학기술자와 예술가의 권리는 법률로써 보호한다고 규정하고 있다.(제22조 제2항) 대한민국의 특허법은 발명을 보호·장려하고 그 이용을 도모함으로써 기술의 발전을 촉진하여 산업발전에 이바지함을 목적으로 한다. (제1조) 발명을 보호하기 위한 제도로 보상금 청구권이 있다. 출원공개가 있은 후 경고하거나 출원공개된 발명임을 안 때부터 설정등록전의 기간 동안 타인의 무단실시에 대하여 발명을 보호하기 위해 보상금청구권(제65조)을 인정하고 있다. 발명의 이용은 공개(문헌정보로서의 이용) 및 실시(직접실시, 양도, 실시권 허여)의 형태로 이루어진다.
1961년 이전에는 발명, 고안, 디자인 모두를 특허법에 의해 보호하고 있었다. 특허권의 상속인이 없는 경우, 그 특허권은 소멸되어 일반 공중이 자유롭게 이용할 수 있다(제124조).
특허법상 절차는 심사단계, 심판단계, 소송단계로 나뉜다.

## 비판과 논란
경제학자 미켈레 볼드린(Michele Boldrin)과 데이빗 케이 레빈(David K. Levine)은 캠브리지 대학 출판사의 새로운 책 '지적 독점에 대항하여(Against Intellectual Monopoly)'을 통해 특허 및 저작권 시스템이 시장에 발명품이 진입하지 못하게 막고 있다고 비판했다. 공공정책의 관점에서 볼 때 특허법과 저작권법 폐지를 주장한 것이다. 레빈과 볼드린은 인터넷에서 음악을 다운로드했다고 고소당한 학생들과 특허소지자가 생산한 값비싼 의약품을 구입할 수 없어서 죽어가는 아프리카의 AIDS 환자들을 특허 시스템의 실패사례로 지적했다.
미국의 국제적인 시민단체 전자 프런티어 재단(EFF)과, 유럽의 해적당(스웨덴 해적당을 필두로 한 해적당 인터내셔널과 독일 해적당)은 특허 제도의 폐지나 전면적인 개정을 주장하고 있다.
특히 독일 해적당은 특허체제의 개혁을 주장하고 있다. 이들에 따르면 특허 체제는 혁신을 지원하기보다 방해할 뿐아니라 시장과 소상인에 대한 부정적인 영향을 주는 독점을 형성하고 있다. 또한 이들은 특허체제가 다른 사람의 시장진입을 막는 목적으로 사용되고 있지 직접적 사용이나 효과가 있는 혁신을 재활용하는데 있지 않다고 본다.

## 같이 보기
- 특허
- 특허법원